# Station Montpellier-Saint-Roch
Station Montpellier-Saint-Roch is een spoorwegstation in de Franse gemeente Montpellier. Het huidige station dateert van de jaren '50 van de 19e eeuw, en is in de loop der tijd diverse keren verbouwd. Het station wordt gebruikt door hogesnelheidsdiensten van de labels inOui en Ouigo (beide van SNCF) en AVE (in samenwerking met Renfe, van/naar Barcelona en Madrid), treinen voor lange afstanden over regulier spoor (Intercités) en regionale treinen (TER). 

## Treindienst
| Serie    | Treinsoort | Route | Bijzonderheden                                                                             |
| -------- | ---------- | --- | ------------------------------------------------------------------------------------------ |
| TGV 5000 | TGV (SNCF) | [ Marseille-Saint-Charles – Avignon TGV – ] / [ Montpellier-Saint-Roch – ] Lyon-Part-Dieu – Aéroport Charles-de-Gaulle 2 TGV – Lille-Europe |                                                                                            |
| TGV 6200 | TGV (SNCF) | Paris-Lyon – Valence-Rhône-Alpes-Sud TGV – Nîmes – Montpellier-Saint-Roch – Sète – Agde – Beziers – Narbonne – Perpignan | Twee treinen naar Perpignan.                                                               |
| TGV 9800 | TGV (SNCF) | [ Luxemburg – Thionville – Metz-Ville – Strasbourg-Ville – Mulhouse-Ville – Belfort-Montbéliard TGV – Besançon Franche-Comté TGV – Dijon-Ville – Mâcon-Ville – ] / [ Brussel-Zuid – Lille-Europe – Arras – TGV Haute-Picardie – Aéroport Charles-de-Gaulle 2 TGV – [ Champagne-Ardenne TGV – Meuse TGV – Lorraine TGV – Strasbourg-Ville ] / [ Marne-la-Vallée - Chessy – [ Massy TGV – Le Mans – [ Laval – Rennes ] / [ Angers-Saint-Laud – Nantes ] ] / [ Creusot TGV – ] Lyon-Part-Dieu – [ Avignon TGV – Marseille Saint-Charles ] / [ Montpellier-Saint-Roch – Perpignan ] ] | Dagelijkse verbinding met Montpellier en Marseille. Perpignan - Brussel tweemaal per week. |

## Afbeeldingen

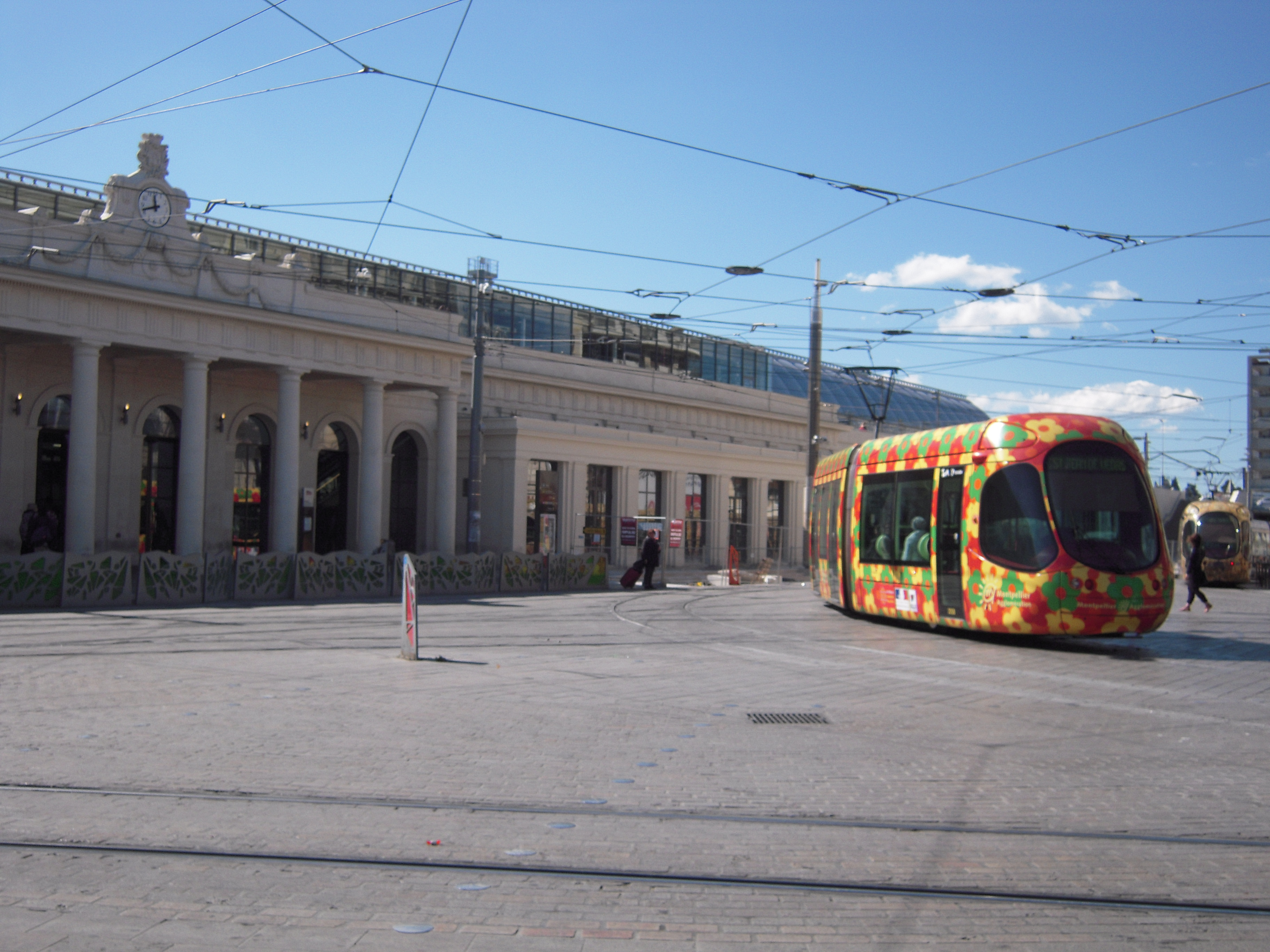
Place Auguste Gilbert
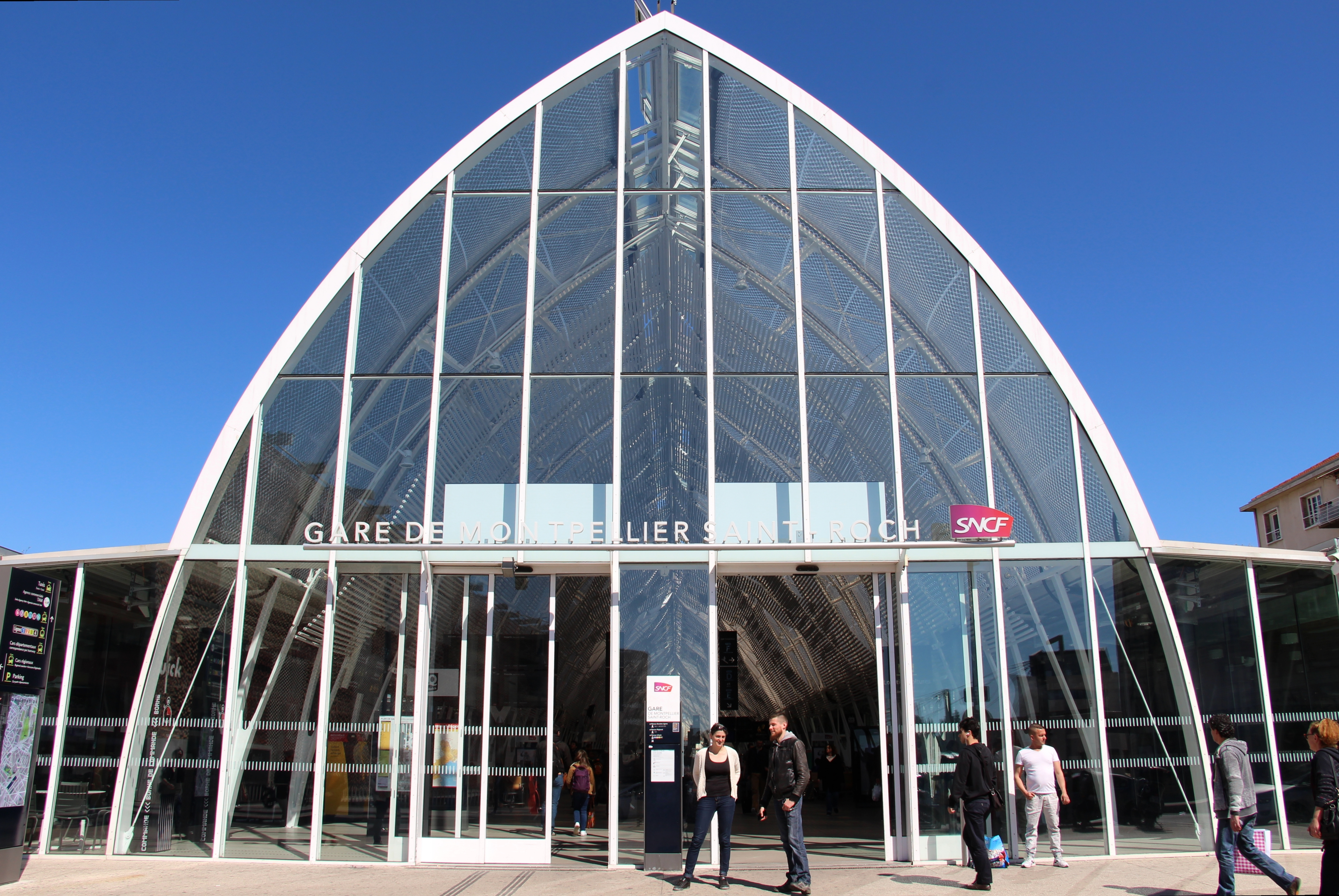
Zij-ingang (op de Pont de Sète)